# 알레산드로 루카렐리
알레산드로 루카렐리(이탈리아어: Alessandro Lucarelli, 1977년 7월 22일 ~ )는 이탈리아 출신의 전 축구 선수이다. 포지션은 수비수이다. 중앙 수비수이지만 왼쪽 풀백으로도 뛸 수 있다.
알레산드로 루카렐리는 AS 리보르노 칼초의 감독인 크리스티아노 루카렐리의 동생이다. 루카렐리 형제는 06-07 시즌까지 같은팀에서 뛰었었다.